# Medal of Honor
</includeonly>

Medal of Honor/Medalia de Onoare este cea mai mare decorație militară în SUA, este decorația acordată de Guvernul SUA care se înmânează de Președintele SUA în numele Congresului acelor militari care s-au distins prin curaj riscându-și viața dincolo de datorie împotriva unui inamic al SUA. 
Ca valoare se aseamănă cu Crucea Victoriei britanice sau cu Legiunea de Onoare franceză.
Datorită acestor criterii medalia se acordă adesea postum (președintele SUA familiei decedatului).
Medaliatul se bucură de unele privilegii legale 
Conform analizei revistei americane Times în cazul războaielor din Irak și Afganistan o medalie se primea la aproximativ un milion de militari în serviciu, în cazul războaielor anterioare acest raport era de o medalie la 100 000 militari.

## Steagul
Steagul s-a introdus la 23 octombrie 2002.
Primul steag Medal of Honor a fost atribuit postum sergentului Paul R. Smith pentru eroismul dovedit în Războiul din Irak și a fost înmânat familiei.

## Drepturile pe care le primește medaliatul
Cei medaliați cu Medalia de Onoare din motive juridice și de tradiție primesc mai multe drepturi.
Conform tradiției oricare alt militar, indiferent de rang este obligat să salute primul medaliatul. 
Conform legilor americane medaliații au mai multe beneficii:
- Fiecare medaliat primește o completare lunară a pensiei de 1027 dolari .
- Cei în serviciu au dreptul la completarea sumei pentru haine.
- Toți medaliații și membrii familiei primesc drepturi speciale de cumpărături în cantinele și magazinele alimentare ale bazelor americane.
- Fiecare medaliat are reduceri în cazul transporturilor aeriene.
- Copii tuturor medaliaților sunt acceptați fără examen la oricare academie militară din SUA.
- Toți medaliații primesc cu 10% mai multă pensie decât pensia cuvenită calculată.
- Toți medaliații au dreptul să fie înmormântați în cimitirul militar din Arlington.
- Toți medaliații după 23 octombrie 2002 primesc steagul Medal of Honor.

Conform legii primesc retroactiv steagul toți medaliații care sunt în viață.
- Medalia de onoare poate fi purtată și pe haine civile.

Regulamentul militar pe lângă aceasta permite medaliatului să poarte uniforma de paradă
(cu câteva excepții clar definite). 
Ceilalți militari ai forțelor armate au dreptul să poarte uniforma de paradă doar cu ocazii speciale.

## Variante istorice, mai vechi
- 1862–1895 Army Medal/
Medalia Armatei
- 1862–1912 Navy Medal/
Medalia Marinei Militare
- 1896–1903 Army Medal/ 
Medalia Armatei
- 1904–1944 "Gillespie" Army Medal/ 
Medalia "Gillespie" a Armatei
- 1913–1942 Navy Medal/
Medalia Marinei Militare
- 1919–1942 Navy "Tiffany Cross" Medal/
Medalia "Crucea Tiffany" a Marinei Militare
- Modern Army Medal/
Medalia Modernă a Armatei
- Modern Navy Medal/
Medalia Modernă a Marinei Militare
- Modern Air Force Medal/
Medalia Forţelor Aeriene